# Чон Чхор-ём Екатерина
Чон Чхор-ём Екатерина или Екатерина Чон (кор. 정철염 카타리나, 1817 г., Сувон, Корея — 20 сентября 1846 года, Сеул, Корея) — святая Римско-Католической Церкви, мученица.

## Биография
Родилась в 1817 году в некатолической семье в городе Сувон. О её крещении не сохранилось никаких свидетельств — предполагается, что она крестилась в 16 — 18 лет. Когда ей было двадцать лет, её пытались заставить принять участие в языческом обряде, посвящённому зимнему солнцестоянию. За её отказ она была жестоко избита до бессознательного состояния. После выздоровления переселилась в Сеул, где стала проживать в доме католиков. В 1845 году работала экономкой в доме корейского священника Андрея Кима.
10 июля 1846 года была арестована во время гонений христиан вместе с Терезой Ким, Сусанной У и Агатой Ли, когда они находилась в укрытии в доме Карла Хёна. Погибла от пыток 20 сентября 1846 года.
Была беатифицирована 5 июля 1925 года Римским Папой Пием XI и канонизирована 6 мая 1984 года Римским Папой Иоанном Павлом II вместе с группой 103 корейских мучеников.
День памяти в Католической Церкви — 20 сентября.